# Lubania (województwo świętokrzyskie)
Lubania – wieś w Polsce położona w województwie świętokrzyskim, w powiecie kieleckim, w gminie Chmielnik.
| SIMC    | Nazwa    | Rodzaj     |
| ------- | -------- | ---------- |
| 0234962 | Błonie   | część wsi  |
| 0234979 | Chałupki | część wsi  |
| 0234985 | Góry     | część wsi  |
| 0234991 | Kolonia  | część wsi  |
| 0235000 | Różanka  | przysiółek |
| 0235016 | Zaborów  | część wsi  |

W latach 1975–1998 miejscowość administracyjnie należała do województwa kieleckiego.
W Lubani znajduje się park z XVIII w., wpisany do rejestru zabytków nieruchomych (A.295 z 6.04.1960).